# 기름밤나무
기름밤나무(학명: Xanthoceras sorbifolium 크산토케라스 소르비폴리움[*])는 무환자나무과의 단형 아과인 기름밤나무아과(-----亞科, 학명: Xanthoceratoideae 크산토케라토이데아이[*])의 단형 속인 기름밤나무속(-----屬, 학명: Xanthoceras 크산토케라스[*])에 속하는 유일한 종이다. 과거에는 별도의 기름밤나무과(Xanthocerataceae)로 분류하기도 했다. 원산지는 한국 및 중국 북부 지역으로 간쑤성과 허베이, 허난, 랴오닝, 내몽골, 닝샤 후이족 자치구, 산시(섬서), 산둥성 등지에서 발견된다. 또한 19세기 이후 러시아에 도입되어 재배되고 있다.

## 사진

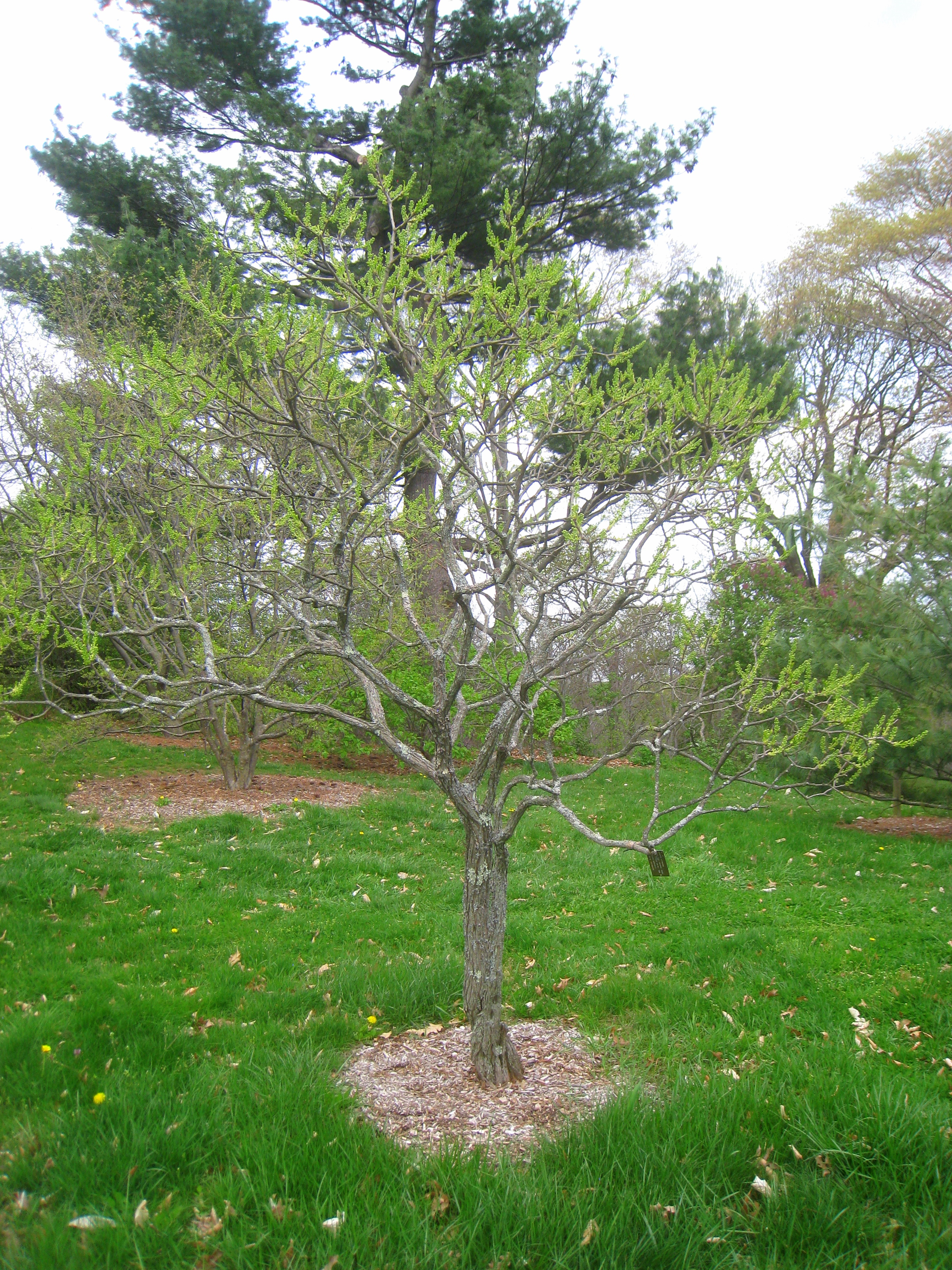
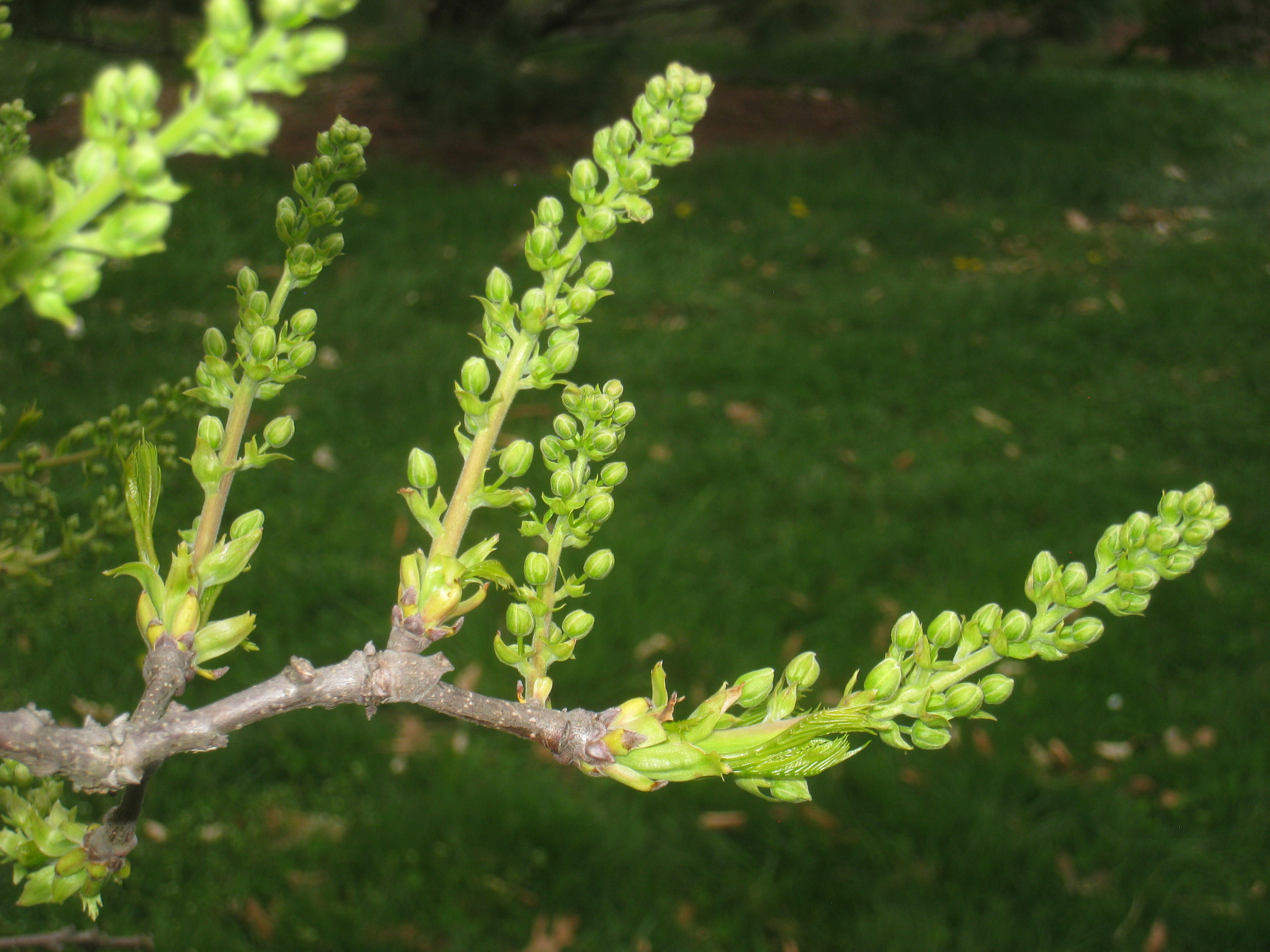
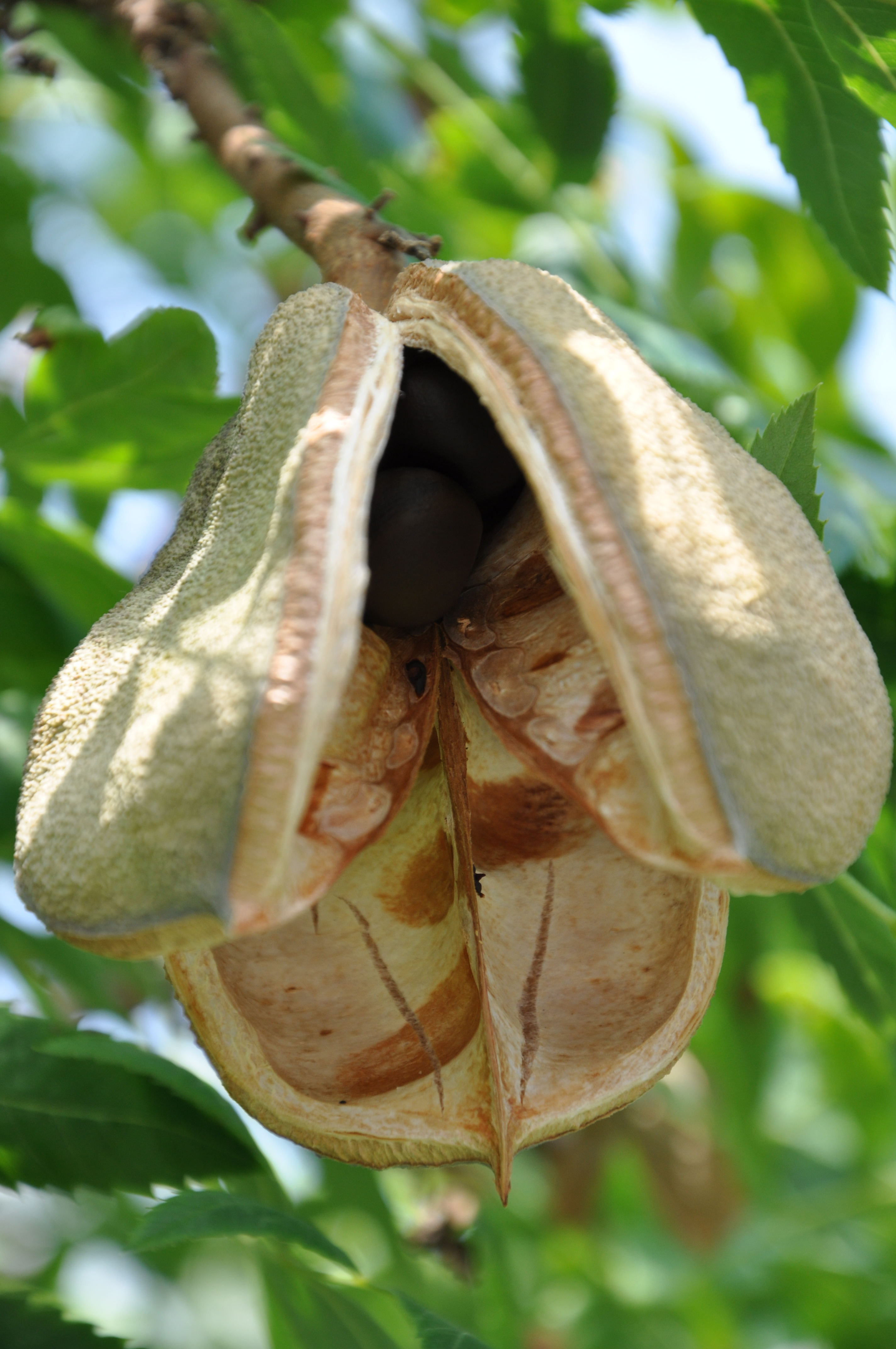